# Spašavanje gladne hercegovačke djece u Prvom svjetskom ratu
Spašavanje gladne hercegovačke djece je bila humanitarna akcija tijekom posljednjih godina Prvoga svjetskog rata, 1917. i 1918. Suša, koja je zahvatila hercegovačko područje 1916. i 1917. godine, zajedno s pomanjkanjem radne snage uzrokovane mobilizacijom, ratnim rekvizicijama, prekidom iseljavanja u prekomorske zemlje i izostankom državne pomoći uzrokovala je glad. Fra Didak Buntić i hercegovački franjevci imali su središnju ulogu u samoj akciji spašavanja djece tijekom 1917. i 1918. godine, kada je u Hrvatskoj i Slavoniji zbrinuto oko 17 000 hercegovačke djece. Također, u tome je bio bitan doprinos humanitarnih organizacija iz Hrvatske, posebno Središnjeg odbora za zbrinjavanje obitelji vojnika palih u ratu i njihove siročadi. Tako se u Prvome svjetskom ratu razvila u Hrvata do tada neviđena manifestacija ljudske solidarnosti u spašavanju djece, koja je ostavila dubok trag u kolektivnoj svijesti hercegovačkih ljudi. 
Desna ruka u spasilačkoj akciji fra Didaku Buntiću i fra Dominiku Mandiću bio je poslije poznati mostarski odvjetnik Božo Nikolić.

## Uzroci gladi u Hercegovini
Četiri su uzroka gladi koji se najčešće spominju:
1. Prvi je bila suša, koja je svojom elementarnom snagom zahvatila hercegovačko područje 1916. i 1917. godine.[3] Prve ratne godine 1914. i 1915., prouzročile su nestašicu hrane i glad među bosanskohercegovačkim stanovništvom, pa je Bosna i Hercegovina bila prisiljena uvoziti hranu iz Ugarske. Tijekom 1916. u Bosnu i Hercegovinu je iz Ugarske uvezeno 4.000 vagona žita, te je kvota doznačenog brašna za kućne i gospodarske potrebe po glavi seoskog stanovništva iznosila 8 kilograma mjesečno, a gradskog 6. Unatoč mađarskoj pomoći, te zime su ljudi u Bosni i Hercegovini umirali od gladi.[4] Osim ratnih strahota i nedostatka radne snage Hercegovinu je 1916. godine teško pogodila suša pa se već tada moglo nazrijeti da će uskoro doći do gladi. ništa lakše, dapače, mnogo teže bilo je 1917. godine: od 9. travnja pa do 7. listopada nije pala kiša, a ljeto je, zbog vrućih vjetrova s juga, bilo nepodnosivo žarko. Sve su se trave i nasadi sa - sušili, osim ondje gdje se moglo zalijevati.[3] Žito, duhan, grožđe te krumpir i kupus rodili slabo. Ono malo što je rodilo bilo je slabe kvalitete. Čitava je vegetacija bila spržena, pa nije bilo ni mlijeka. Do kraja godine ljudi su pojeli i žito ostavljeno za sjeme. Povrh svega izostala je pomoć iz Ugarske.[4][5]
2. Širokobriješka Crkva Uznesenja BDM građena je od 1905. do 1910. pod vodstvom fra Didaka Buntića. Drugi je uzrok gladi bilo pomanjkanje radne snage, nastalo kao posljedica ratne mobilizacije hercegovačkih muškaraca. U pismu generalu Stjepanu Sarkotiću, poglavaru Zemaljske vlade Bosne i Hercegovine, 8. studenoga 1916. godine, fra Didak Buntić piše: “Nema u nas, preuzvišeni gospodine, nijednog sela, nijedne općine, koja nije 10% cjelokupnog svog žiteljstva pod pušku dalo. A ima ih dosta, koje su 15 do 20%, dakle čitavu svoju mušku radnu snagu u rat poslale”. Nije imao tko obrađivati zemlju ili pak na drugi način priskrbiti sredstva za preživljavanje obitelji.[3]
3. Treći su uzrok gladi bile ratne rekvizicije, odnosno prisilni otkup stoke po veoma niskim cijenama. Zapisi iz tog doba svjedoče da je država od seljaka uzimala posljednja grla stoke. Tome treba dodati mobilizaciju preostalog sposobnog stanovništva za državne radove, čime je selo lišavano i preostataka radne snage.[3]
4. Ovim uzrocima treba dodati prekid iseljivanja u prekomorske zemlje i mogućnosti stjecanja zarade, od koje su iseljenici znatne iznose slali rodbini u rodni kraj. Pomoć države u prehrani stanovništva, posebno u žitu, bila je oskudna i jedva je pristizala. Ukupne su prilike naprosto bile katastrofalne.[3]

Hercegovački franjevački provincijal, fra David Nevistić, u ime mostarskih težaka 21. svibnja 1917. godine piše generalu Sarkotiću:
| Nijedan narod prostrane monarhije Habsburgovaca nije zatekao ogromni svjetski rat u takovom slabom gospodarskom i kulturnom stanju, kao nas u Bosni i Hercegovini. Tek smo bili počeli osjećati blagoslovni utjecaj ustavnog života, tek što su se bile zamislile nekoje institucije, koje su nas imale gospodarski i kulturno preporoditi, kad frcnu ratna iskra, koja prouzroči silni požar čitavog svijeta. [...] U službi Previšnjeg Prijestolja nalaze nam se svi iole sposobni muškarci, dok se u potrebi dižu od pluga i motike starci i dječaci, te gone na javne radnje. Djeca naših junačkih boraca potpuno su već fizički oslabila, hraneći se već nekoliko mjeseci skoro isključivo travom.— Iz Nevistićeva pisma poglavaru Sarkotiću |

Hercegovačko stanovništvo masovno je vadilo putne listove i odlazilo raditi u Bosnu i Slavoniju. Na prijedlog hercegovačkih franjevaca Zemaljska vlada u Sarajevu razmišljala je o provođenju unutrašnje kolonizacije u Bosni, odnosno o naseljivanju hercegovačkih obitelji po Bosanskoj Posavini. Hercegovci su po Slavoniji radili, prosili i kupovali hranu po lihvarskim cijenama, da bi je kao putnu prtljagu krijumčarili kućama. Zbog lihve i pomanjkanja hrane u banskoj Hrvatskoj, hrvatska vlada je bosanskohercegovačkom, dalmatinskom i istarskom stanovništvu, koje je u Hrvatsku putovalo radi nabave hrane, zabranila prelaziti granicu, a u slučaju ulaska u zemlju plijenila im je hranu. Redarstvo i oružništvo banske Hrvatske racijama i rutinskim pregledima plijenilo je robu po željezničkim kolodvorima i vlakovima, pri čemu je imalo ovlasti otvarati i poštanske pošiljke.

## Akcija spašavanja djece

### Središnji zemaljski odbor
Prvi svjetski rat snažno je utjecao na intenziviranje humanitarnog rada. Središnji zemaljski odbor za zaštitu porodica mobiliziranih i u ratu poginulih vojnika iz Kraljevine Hrvatske i Slavonije osnovan je banskom naredbom od 2. rujna 1914. godine u Zagrebu. Iste je godine u Zagrebu utemeljena Liga za zaštitu djece, koju je vodio Josip Šilović. Nakon smrti Dragutina Turkovića, predsjednika Središnjega odbora 1916. godine ove su dvije organizacije sjedinjene u Središnji odbor, pod vodstvom Josipa Šilovića. Središnjem odboru u osnivačkom je dokumentu definiran zadatak: “Taj je odbor službeno središte cijele uredbe za skrb oko ratne siročadi i vojničkih porodica. On upravlja poput fonda toj svrsi namijenjenom zakladom”. Važnu ulogu u djelovanju Središnjeg odbora imao je njegov tajnik, Đuro Basariček, također istaknuti hrvatski socijalni djelatnik, a kasnije političar HSS-a, operativni voditelj mnogih akcija Središnjeg odbora.
Najveća je aktivnost Središnjeg odbora vezana uz preseljivanje i smještaj bosanskohercegovačke djece u sjeverne hrvatske krajeve, prije svega u Slavoniju i Srijem te u jugoistočne dijelove tadašnje Mađarske – Baranju, Bačku i Banat. Iz Hercegovine je organiziran egzodus djece gotovo biblijskih razmjera. U tome je bila ključna suradnja Središnjeg odbora s hercegovačkim franjevcima te, kako ističe Mira Kolar-Dimitrijević, s “legendarnim” fra Didakom Buntićem. Smatra se da je fra Didak Buntić stupio u vezu s Josipom Šilovićem u kolovozu 1917. godine, nakon što je prvi transport istarske djece došao u Zagreb. Prije same akcije zbrinjavanja gladne hercegovačke djece bilo je potrebno prevladati zapreku koju je činila administrativna granica Bosne i Hercegovine, čije je otvaranje bilo teško izvedivo zbog toga što je Bosna i Hercegovina unutar Austro-Ugarske Monarhije bila državni "corpus separatum". U tome su organizatori akcije uspjeli, zahvaljujući, na jednoj strani, naporima fra Didaka Buntića, koji je Josipa Šilovića nagovorio da akciju spašavanja djece proširi na Bosnu i Hercegovinu, a na drugoj nastojanju i utjecaju Josipa Šilovića, kojem je u tome pomagao niz ljudi, među kojima suradnici iz upravnih organa Hrvatske i Bosne i Hercegovine, kao Vinko Krišković, Eugen Sladović, Viktor Pogačnik.

### Put djece u Slavoniju
Bila je to za južnoslavenske krajeve nezapamćena humanitarna akcija, koja je obuhvatila svu ugroženu djecu, bez obzira na njihovu etničku pripadnost. Franjevci su poveli katoličku djecu Hercegovine, Hamdija Kreševljaković je vodio muslimansku djecu u Vinkovce, a srpski su učitelji i prote poveli pravoslavnu djecu u srpska sela sjeverno od Save, uključivši Srijem, Banat, Bačku i Baranju. Koliko je djece spašeno, teško je utvrditi, jer se sve odvijalo u ratnim okolnostima, kada evidencije nisu bile primjereno vođene. Neke procjene govore o oko 23 tisuće zbrinute djece. S druge strane, najčešće spominjani podatak o broju spašene djece iz Hercegovine, u literaturi, jest oko 17 tisuća. O opsegu akcije koja je obavljena svjedoči podatak da je utemeljen 1.491 terenski odbor u svim sjevernim hrvatskim županijama. U tim su odborima bili načelnici, učitelji, trgovci, veleposjednici, svećenici. Osim Središnjeg odbora osnovano je osam županijskih odbora s brojnim povjerenicima, koji su obavljali rad na terenu. Radilo se, dakle, o golemoj mreži koju je trebalo uspostaviti i svakodnevno koordinirati. S Đurom Basaričekom u ovoj je velikoj humanitarnoj akciji surađivao cijeli niz ljudi. Pored već spomenutih, treba spomenuti Stjepana Gjukića, Ivana Vereša, Stjepana Filipčića i dr.

### Smještaj u Slavoniji
Djeca su uglavnom smještena u imućnije obitelji u sjevernim krajevima, gdje je bio manji natalitet, a ponegdje je vladala “bijela kuga”. Zabilježeni su mnogi primjeri dirljivog gostoprimstva i topline tih, kako bismo danas rekli, udomiteljskih obitelji. n o paralelno sa smještajem i brigom o pristigloj djeci, trebalo je prikupljati pomoć u hrani, odjeći i novcu, kako bi im se osigurala sredstva za život, a obitelji u koje su bili smješteni brinule su se da im bude što bolje. O prijmu djece u Slavoniji piše u Sarajevskom listu Eugen Sladović pl. Sladoevički: "Doček djece u Slavoniji nadilazi sva očekivanja i sva opisivanja. To je iskrena bratska srdačnost, koja obuzima čovjeka i djecu neodoljivom snagom. Pučanstvo se upravo otima za djecu, i natječe, kako da ih ljepše smjesti i podvori. Djeca koja su za prvih transporta ondje smještena ne mogu se prepoznati kao Hercegovci!"
Udomitelji su bili dužni starati se o njima kao o vlastitoj djeci, ne praviti razlike između smještene djece i ostalih ukućana, biti strpljivi u procesu prilagodbe, paziti na prehranu i osobnu higijenu te ih adekvatno odijevati, davati im nakon nastave i obveza u crkvi poslove koji su adekvatni njihovom tjelesnom i duševnom razvoju. Postupanje prema djeci trebalo je biti ljupko i ozbiljno, a ne grubo, osorno ili da ih razmaze. Udomitelji su posebno upozoreni da djeci ne predbacuju njihov jadan položaj u domovini jer bi nedolično postupanje udomitelja prema djeci narodni dušmani zloupotrijebili na našu štetu. Djeca su imala besplatnu zdravstvenu zaštitu, za što je bio zadužen kotarski liječnik, a u slučaju teže i ozbiljnije bolesti, kao i u smrtnim slučajevima, bili su dužni obavijestiti roditelje i Središnji zemaljski odbor. Postupak prekida smještaja bio je podrobno propisan. U postupku prekida smještaja bio je mjerodavan Središnji zemaljski odbor. Udomitelji su bili dužni skrbiti se o djeci dok od Središnjeg zemaljskog odbora ne dobiju sporazum za povratak djece njihovim kućama.

### Povratak djece kući
Nakon okončanja Prvog svjetskog rata i stvaranja Kraljevstva Srba, Hrvata i Slovenaca okolnosti se bitno mijenjaju. Mnogi uzroci koji su doveli do egzodusa hercegovačke djece nisu bili prevladani, jer je u poratno vrijeme i dalje vladala neimaština. Središnji odbor za spašavanje djece i brigu za obitelji ratnika, sukladno novom državnom ustrojstvu, pretvara se u Oblasni odbor za zaštitu djece. Oblasni je odbor pod neposrednom kontrolom, prvo Državnih odjeljenja za zaštitu djece, a potom Ministarstva za socijalnu politiku, sa sjedištem u Beogradu. Predsjednik Oblasnog odbora i dalje je profesor Josip Šilović, a dužnost tajnika obavlja Đuro Basariček. Osnovna zadaća Oblasnog odbora više nije zbrinjavanje gladne djece u sjevernim pokrajinama, nego njihov povratak u krajeve iz kojih su otišli. Tako je, uz zagrebački odbor, pod vodstvom profesora Josipa Šilovića, u Sarajevu formiran sličan odbor, kojemu je zadaća prihvat djece koja se vraćaju svojim kućama. Djeca iz Srijema, Bačke i Banata dospjela su tako u djelokrug oblasnog odbora koji je utemeljen u Novom Sadu. Drugim riječima, prijašnja se organizacija raspala i promijenila svoju namjenu.
Povratak djece koji je vodila Oblasna državna zaštita djece također je bio dobro pripremljen. Njezini službenici su obilazeći djecu navodili da je 90% djece izrazito zadovoljno uvjetima svog smještaja i da se nije željelo vratiti kući te da su se mnoga skrivala i bježala pred njima. Prioriteti povratka napravljeni su uvažavajući etička načela. Vraćala su se djeca iz područja koja nije okupirala talijanska vojska. Prvo su se vraćala djeca koja su imala oba roditelja živa, zatim ona koja su imala jednog, a zatim siročad, i to samo ona koja su imala skrbnike. Za siročad koja nisu imala skrbnike preporuka je bila da ostanu kod dotadašnjih hranitelja, gdje bi se školovala za različita, uglavnom zanatska zvanja. Ako se djeca nisu mogla dalje školovati zbog nepismenosti, ostala bi raditi na poljoprivrednom imanju kod udomitelja. Pri tome bi u obiteljima koje nemaju vlastitu djecu bilo smješteno jedno dijete, a ako udomitelji imaju dijete, onda bi se u obzir uzimao spol djeteta. Kod obitelji koje imaju muško dijete, bilo bi smješteno žensko i obratno. Prema službenim podatcima, kući se do 20. kolovoza 1918. vratilo 9.451 dijete, a 2.819 je ostalo u Slavoniji. Ove brojke moraju se uzeti okvirno jer je stvaran broj djece smještene u Hrvatskoj bio znatno veći te se može pretpostaviti da ih je najvjerojatnije i veći broj ostao. Tako je samo iz Ružića u lipnju 1919. u Slavoniji bilo smješteno još 87 djece. Nakon organiziranog povratka u Hercegovinu 1918., 1919. i 1920. prestaje praćenje djece, kako onih koji su ostali u Slavoniji, tako i onih koji su se vratili u svoje domove.

## Nova dimenzija akcije
Na koncu valja obratiti pozornost na jednu, manje isticanu, dimenziju akcije spašavanja hercegovačke djece. Naime, kada se o tome govori, obično se opisuju teški životni uvjeti u Hercegovini te sama organizacija spašavanja djece. Ipak, nikada nije previše istaknuti tom prilikom iskazanu manifestaciju solidarnosti hrvatskih sjevernih krajeva prema ljudima iz siromašnijih južnih krajeva, konkretno Slavonije prema Hercegovini. Poznato je da u dramatičnim okolnostima kakve su one ratne, snažno jača socijalna kohezija, obnavljaju se veze među ljudima, na površinu izbijaju zatomljene humane vrijednosti. Riječju, društvo se revitalizira u svojim solidarističkim temeljima. Kako piše Pierre Rosanvallon: „U vrijeme i nakon isteka rata sve se odvija kao da dolazi do ponovnog utemeljenja društva...” Bilo je tako i ovdje, u Prvom svjetskom ratu: gladnoj djeci iz južnih krajeva Slavonija je (ona je metafora za „sjeverne krajeve”!) otvorila svoja vrata, raširenih ih je ruku primila u svoje okrilje. Upravo iz tih dramatičnih vremena u južnim krajevima datira vjera u Slavoniju kao „obećanu zemlju”, u koju se u teškim vremenima ljudi mogu preseliti, preživjeti, odakle mogu „dotrati” zarađeno žito za gladnu obitelj. Slavonija je u kolektivnom imaginariju siromašnog svijeta južnih krajeva postala „naša mala Amerika”. U Slavoniju su cijele obitelji odlazile početkom Drugoga svjetskog rata, ali i u drugim prigodama kada su prijetile bijeda i glad. Iskustvo drugih zemalja također govori da se nakon rata u zemljama koje su patile od gladi i drugih nedaća snažno razvija društveno-zaštitna uloga države. No, to se u Hrvata nakon Prvog svjetskog rata, nije dogodilo. Gladne su se godine, kako svjedoči Rudolf Bićanić u svojoj poznatoj knjizi Kako živi narod, nastavile u hrvatskim krajevima, među njima i u Hercegovini.

## Unutarnje poveznice
- Fra Didak Buntić
- Hrvatska u Prvom svjetskom ratu